# 주이준

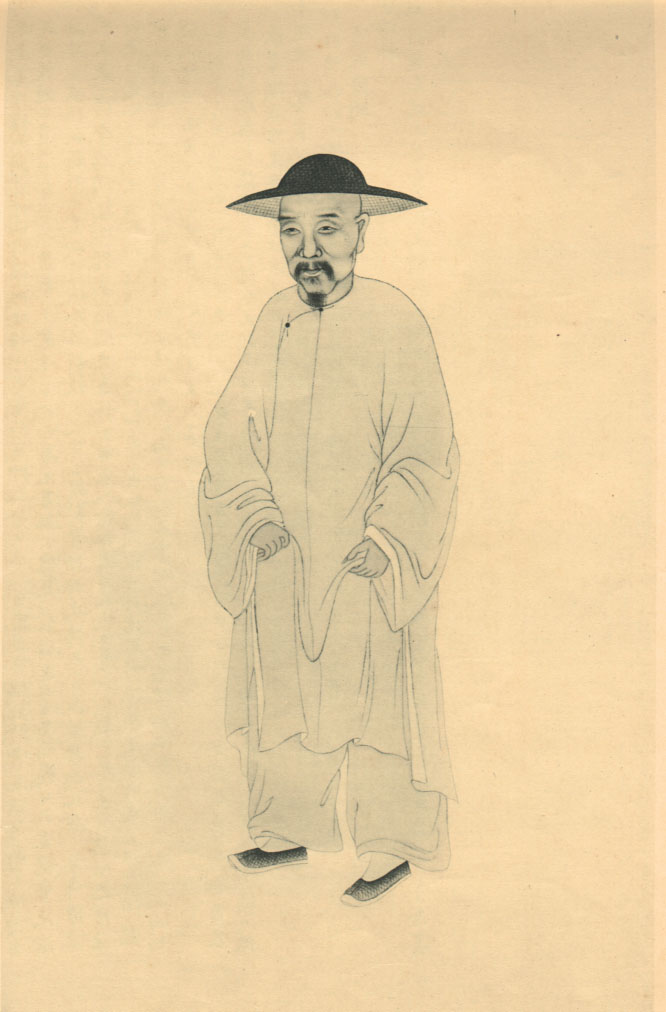
《청대학자상전》(清代學者象傳) 제1집에 실려 있는 주이준을 그린 삽화

주이준(朱彝尊, 1629.10.7~1709.11.4)은  자는 석창(锡鬯), 호는 죽타(竹垞), 소장호조어사(小长芦钓鱼师), 금풍정장(金風亭長)으로, 절강성(浙江省) 가흥 사람으로 그의 조상은 강소성(江蘇省) 오강 출신이었다고 전한다. 명(明) 왕조 말기에서 청 왕조 초기에 걸쳐 살았던 중국의 정치인, 시인, 사인(詞人)이자 경학자(經學者)이다.

## 생애
명 왕조 말기인 숭정(崇禎) 2년(1629년) 8월 21일에 태어났다. 그는 집안이 가난하여 열 일곱 살 되던 해에 귀안현(歸安縣)에서 데릴사위로 들어간 풍진정의 집안에서 그 가정교사를 맡게 되었다. 그곳에서 아내 풍복정(冯福贞)의 여동생, 즉 자신의 처제 풍수상(冯寿常, 자를 정지静志라 하였다)과의 사이가 깊어졌다. 정지거금취(静志居琴趣)는 이런 주이준의 처제와의 쓰라린 사랑을 그린 작품으로 전해지고 있다.
청 순치 13년(1656년), 해녕 사람 양옹건(杨雍建)이 주이준을 모셔다 서석(西席, 가정교사)으로 삼고 자신의 아들 양중눌(杨中讷)을 가르치게 하였다. 그러나 청 강희(康熙) 원년(1662년)에 폭발한 통해안(通海案, 통해 사건)으로 강남 지역에서 많은 유학자들이 반청 사상을 가진 것으로 몰려 대대적으로 처형 또는 유배형에 처해지게 되자, 주이준은 이를 피해 절강의 영가(永嘉)로 피신하였으며, 이후 산서(山西), 하북(河北), 산동(山東) 등지를 떠돌며 피난살이를 하게 된다.
이후 주이준은 강희 3년(1664년)에는 운중(雲中, 지금의 산서 성 다통 시)에 있는 조용의 막부에서, 강희 5년(1666년)에는 산서포정사(山西布政司) 왕현조(王顯祚)의 막부에서 객살이를 하였다. 이 기간에 주이준은 굴대균과 같은 저명한 유민과 교유하고 고염무와도 만났다. 고염무는 '주이준 처사가 태원 동쪽 교외에서 나를 방문하다'(朱處士彝尊過余於太原東郊)라는 시를 지어 "본래 현명하고 통달한 선비는/늘 풍진 속에 있기 마련이네"(自來賢達士, 往往在風塵)"라고 하여 떠돌이 생활 중인 주이준의 처지를 위로하였다. 강희 6년(1667)에 왕현조가 낙직하자 주이준은 다시 조용에게로 돌아갔다가 그 해 8월에 선부(宣府, 지금의 하북성 宣化)에 있는 수비(守備) 엄위(嚴偉)의 막부에서 객살이를 했다. 사촌형인 담길총(譚吉璁)과 함께 북경에 머물렀던 주이준은 강희 7년(1668)에 다시 산동(山東)으로 이동하여 순무(巡撫) 유방촉(劉芳躅)의 막부에서 객살이를 하였다. 이후, 강희 9년(1670)에 제남(濟南)에서 도읍으로 이동하였다가 다음해에 다시 양주로 이동하였고, 그 이듬해인 강희 11년(1672년) 4월에 고향인 가흥으로 돌아왔다가 8월에 다시 북경으로 갔다.
강희 14년(1675년)에 사부(嗣父)인 주무휘(朱茂暉)의 상을 치르기 위해 고향에 돌아간 것을 제외하면 주이준은 주로 북경에 머물렀다. 강희 13년(1674년) 겨울, 주이준은 노하(潞河, 베이징 교외)에서 객살이를 하다 공추육(龔隹育)의 막하에 머무르게 되었고, 그로부터 3년 뒤인 강희 16년(1677년) 공추육이 강녕포정사(江寧布政使)로 승진하였을 때 공추육을 따라 강녕 지역으로 갔다.
집안이 가난한 탓에, 그리고 청 왕조의 강남 지역 지식인들에 대한 대대적인 탄압을 피해서, 주이준은 남쪽으로는 영남(嶺南), 북쪽으로는 운삭(雲朔), 동쪽으로는 창해(滄海)에서 지부(芝罘) ・ 동구(東甌) 지역을 떠돌아 다녔고, 그렇게 각지를 떠돌면서 방문한 지역의 옛 사당이나 무덤, 금석(金石) 파편들을 찾아 고증해 보는 계기를 얻게 되었고, 그 지역에 오래 산 노인들이나 유학자들과 만나 현지의 전승을 듣고 서적을 빌려 읽기도 하면서 고증학자로써의 소양을 쌓게 되는 계기가 되었다.
공추육의 막하에서 객살이를 하다 강녕포정사로 부임해 가는 길을 따라간 것이 주이준의 마지막 유막 생활이었다. 이듬해인 강희 17년(1678년)에 주이준은 강희제가 강남의 유학자들을 대상으로 연 박학홍사(博學鴻詞, 박학굉사과)에 응시했고 급제하였다. 한림원검토(翰林院檢討) 관직을 받고 남서방(南書房)에 들게 되었다.
중국에서 강남 지역은 전통 중국 사회에서 단순한 지리적 의미를 넘어 '문화', 특히 '한족 사대부 문화'의 중심이라는 상징적인 의미를 가지고 있는 공간이었으며, 강남 한족 사대부나 그 주민들의 눈에 비친 만주족의 이미지는 '그저 무력으로 영토를 확정해 나가는 야만스러운 오랑캐'였다. 이를 바탕으로 동시에 강남은 명청교체기 한족들의 명나라 부흥 운동, 이른바 반청복명(反淸復明)의 목소리가 가장 거셌던 지역이기도 하였다. 만주족의 입장에서도 만주족과 구별되는 한족의 가장 핵심적인 특징들은 모두 '강남'이라는 지역을 상징하는 기호들과도 밀접한 관계가 있었으며, 동시에 중국 사회에서 강남 지역이 지니고 있었던 문화적 지위에 대한 열등감 역시 수반되었다.
문화적 우월감을 바탕으로 이민족 왕조에 쉽게 굴복하려 하지 않았던 강남의 한족 지식인들은 만주족 통치자들에게 있어서 효율적인 중원 통치를 위해 반드시 극복해야 할 대상이었지만, 동시에 이전의 명 왕조와 같은 전통적인 중화 제국임을 자처하고자 했던 청 왕조의 입장에서 옛 명 왕조의 유민인 동시에 오랑캐와 구별되는 중화 문명의 '보루'라는 사회적, 문화적 자부심이 강한 강남의 한족 지식인들을 포용하고 그들의 협조와 지지를 이끌어내야 하는 이상, 단순한 무력 제압뿐 아니라 정신적으로 그들을 복종시킬 수 있어야만 했다. 주이준이 일시 떠돌이 생활을 하게 하는 계기가 되었던 통해안뿐 아니라, 강남 각지에서 벌어졌던 양주십일(揚州十日)이나 가정삼도(嘉定三屠) 같은 만주족에 대한 한족 대학살 같은 사건이 이들을 제압하는 '강압책'이었다면, 강희제 등 만주족 황제들의 강남 순회나 강남 지식인들에 대한 박학홍사과 개최는 그들에 대한 '회유책'이었다. 주이준 역시 그러한 청 왕조의 강남에 대한 회유책의 일환으로 시행된 박학홍사과에 급제하여 청의 관직에 진출하였으며, 이후 주이준이 탄핵되어 좌천된 뒤 몇 년이 지나 강희제가 뱃길로 남쪽을 순행하다 강절 땅에 이르렀을 때, 그곳에 '연경박물'(研經博物)이라는 네 글자를 하사하기도 하였다.
그러나 강희 23년(1684) 1월, 주이준은 사사로이 필사자를 데리고 황실의 도서관에 들어가 사방에서 진상된 도서를 필사하였다는 이유로 장원학사(掌院学士) 우류(牛钮)에게 탄핵받아 강등되고 관직에서도 물러나게 되었다. 이후에도 주이준은 여전히 북경에 머무르며 시문집 《등소집》(騰笑集)을 간행(1686년)하고 북경의 역사지리지인 《일하구문》(日下舊聞)을 완성(1687년)하였으며, 강희 29년(1690년)에 복직되었지만, 2년 뒤 결국 다시 물러나면서 이후 관직에 대한 미련을 완전히 접고, 그해 3월 가족과 함께 북경을 떠나 7월, 고향인 가흥으로 돌아왔다.
강희 48년(1709) 10월 13일 밤, 주이준은 세상을 떠났다. 향년 81세였다.
주이준은 일찍이 《명사》(明史)를 수보한 적이 있으며, 소장한 장서는 8만 권에 달하였다. 청 왕조가 멸망한 뒤에 편찬된 《청사고》에는 “당시 왕사진은 시에 뛰어났고, 왕완(汪琬)은 문필에 뛰어났고, 모기령(毛奇齡)은 옛 것을 밝히고 증명하는 고거(考據)에 뛰어났는데, 오직 (주)이준은 이 모든 것에 두루 뛰어났다"고 평하고 있다.

## 가족

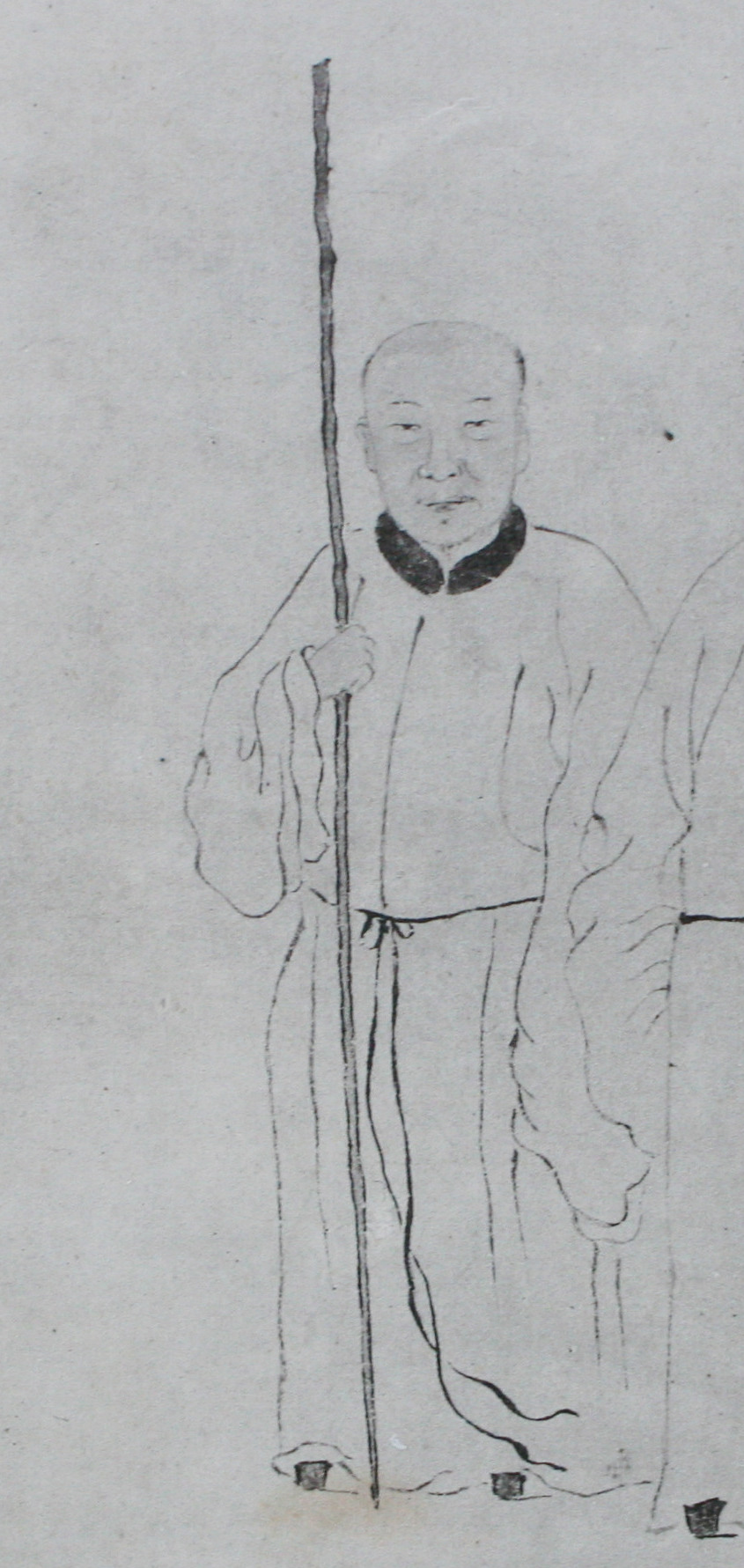
주학년이 그린 주이준의 모습

주이준은 강소 성 오강에서 태어나 명 경태(景泰) 4년(1453)에 절강성 가흥부(嘉興府) 수수현(秀水縣)으로 이주했다. 주이준의 고조할아버지 주국조(朱國祚)는 자가 조룡(趙龍)이고 호를 양순(養淳)이라 하였으며, 명 만력 계미년(1583)에 장원으로 급제하였다고 한다.
주이준은 청 순치 2년(1645), 열일곱이라는 어린 나이에 이미 과거 시험공부를 포기하고 고문(古文) 학습에 몰두하였는데 이는 당시 그의 집안이 심하게 가난했기 때문이기도 하지만 그보다는 지식인으로서 혼란스러운 정국에 시문(時文)을 공부하여 벼슬에 나아가는 것이 의미가 없다는 숙부 주무환(朱茂皖)의 권유를 받아들였기 때문이었다. 주이준의 이러한 삶의 태도는 그가 적어도 박학홍사과에 천거되어 입경한 1678년 전까지는 '명나라 유민'이라는 의식을 분명히 갖고 있었음을 보여주며 그가 이렇게 유민 집단화될 수 있었던 데는 '강남'이라는 태생적 배경이 미치는 영향이 컸다.
주이준의 경우, 그가 직접 항청 운동에 참여했는지를 확인할 수 있는 기록이 없기 때문에 실제 항청 활동 여부에 대해서는 논란의 여지가 있지만, 주이준의 큰아버지이자 양아버지인 주무휘(朱茂暉)가 명 말기에 복사(復社) 즉 반청복명 운동 결사의 중요한 일원으로 활동하여 그의 사상적 영향을 받았고, 명 왕조를 위해 순국한 기표가(祁彪佳)의 자제들이나 굴대균(屈大均, 1630∼1696), 진공윤(陳恭尹, 1631∼1700), 고염무(顧炎武, 1613∼1682) 등의 항청(抗淸) 지사, 명나라 유민 시인들과의 지속적인 관계 등으로 미루어 보았을 때, 주이준도 항청 운동에 참여했을 가능성이 높고, 설령 직접 참여하지 않았더라도 정신적으로는 이러한 사상에 동조하였을 것으로 추정된다.

## 저술
주이준은 책을 읽어서 보는 대로 외웠고, 고전과 역사에 조예가 깊었고 시사(詩詞)에 뛰어나, 중국 문학사에서 절서사파(浙西詞派)라 불리는 문학 사조의 창시자로 꼽히며, 시로는 왕사정(王士禎, 1634∼1711)과 나란히 ‘남주북왕’(南朱北王)이라 불리고, 사로는 양선사파(陽羨詞派)의 창시자로 일컫는 진유숭(陳維崧, 1625∼1682)과 어깨를 나란히 하는 명말청초의 문단의 대표격인 인물로 평가받는다.
주이준의 저술로는 《경의고》(經義考, 300권), 《일하구문》(日下舊聞, 42권), 《명시종》(明詩綜, 100권), 《사종》(詞綜, 18권), 《명사종》(明词综, 12권), 《폭서정기》(曝書亭集, 80권) 등이 있는데 《경의고》는 주이준 생전에 167권으로 간행되었던 것을 후세에 증보하여 300권이 되었고, 《명사종》은 완성되기 전에 주이준이 사망하였고 이후 왕장(王昶)이 정리하여 간행하였다.
또한 금석학과 고증학 등에도 정통하였으며, 조선의 실학자들에게도 영향을 끼쳤다. 일찍이 주이준은 조선에서 수입된 《고려사》(高麗史), 《조선사략》(朝鮮史略) 등의 책을 읽었으며, 일본에서 수입한 《아즈마카가미》(東鑑)를 읽고 그 발문을 쓰기도 하였다.

## 유적

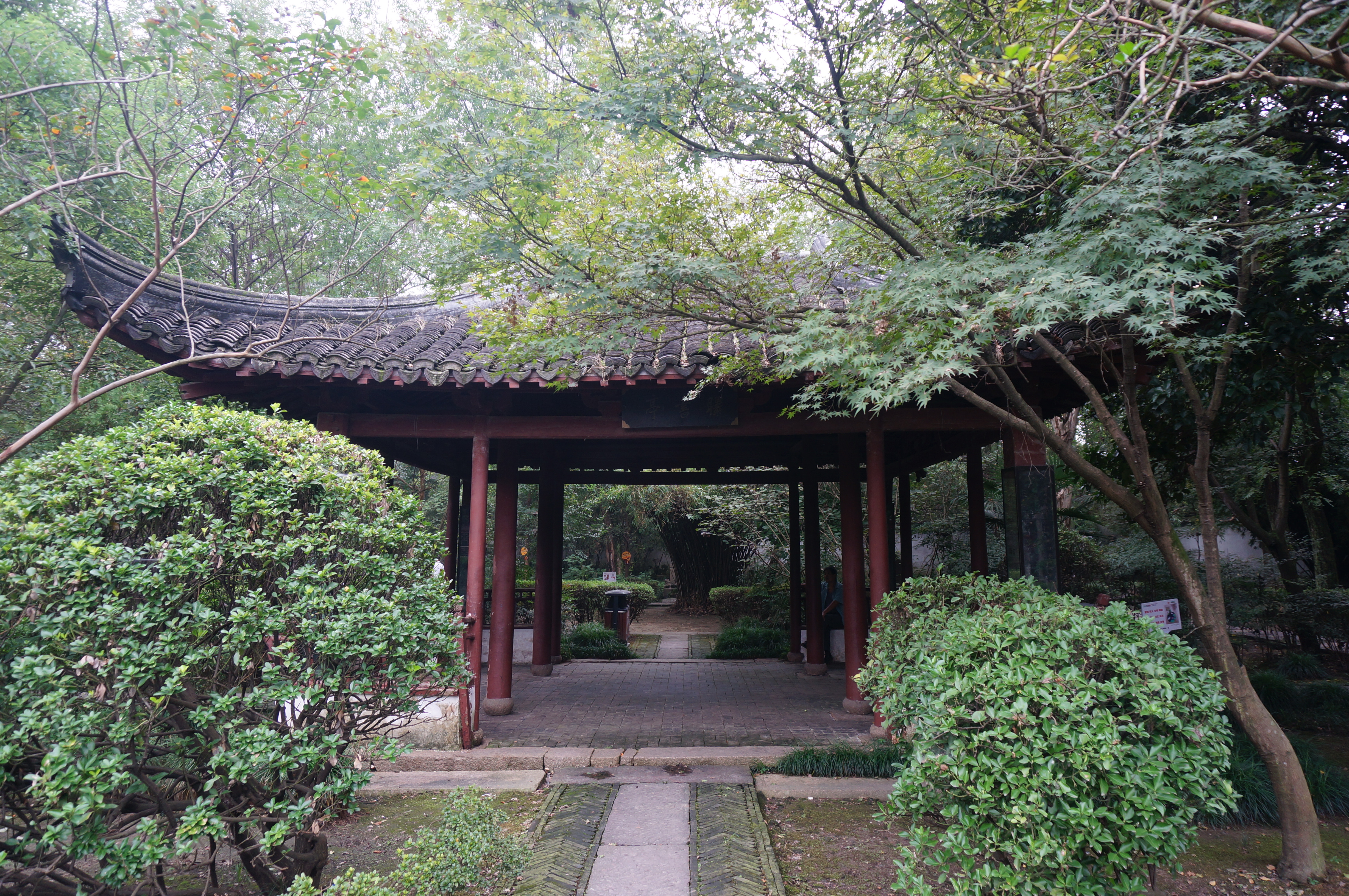
가흥의 폭서정

주이준이 수도 북경에서 거주했던 곳은 북경성 선무문(宣武門) 밖의 큰 거리 동쪽 하이바이 후통 6호(海柏胡同6号)에 위치해 있었다. 이곳에는 작은 정자가 있었는데, 옆으로 연못과 바위가 위치해 있고 오래된 등나무가 있어 봄에는 꽃 향기가 나고 여름에는 푸르른 그늘로 덮여 있었다고 하며, 그 이름을 '폭서정'(曝書亭) 또는 '고동서옥'(古藤書屋)이라고 하였고, 후에는 순덕회관(順德會館)이라 하였다.
주이준의 또 다른 옛 거주지로 알려진 폭서정은 저장 성 자싱 시 교외인 왕디안 진(王店鎭)의 광핑 로(廣平路) 남쪽 끝에 위치하고 있다. 폭서정은 원래 '죽탁'이라고 불렸던 주씨 집안의 별장 안에 포함된 원림을 구성하는 부속 건물로, 주이준의 문집인 《폭서정집》이 이후 유행하게 되면서 후세 사람들이 폭서정을 원림 그 자체의 이름으로 부르게 되었다. 현대에는 저장 성의 문물보호단위로 지정되어 관리되고 있다.

### 내용주
1. ↑  '유민'의 개념을 '왕조가 교체된 뒤 벼슬살이를 했는가' 여부에 따라 정의한다면 중년에 청 왕조에서 관리 생활을 한 주이준과 같은 인물은 엄밀히 말하면 유민이라 할 수 없지만, 관직살이 여부를 가지고 유민이냐 아니냐의 여부를 가린다는 것은 다소 협의적인 정의로, '유민'이라는 집단을 정의함에 있어서 단순히 관직 진출 여부만을 따져볼 것이 아니라 그들이 '유민으로서의 가치 태도를 가지고 있었는가'를 고려해 보아야 한다. 즉, '스스로를 명 왕조의 유민으로 인식하고 유민 의식을 가지고 있었는가'가 중요한 판단 기준인 것이며, 주이준은 비록 후에 본인의 정치적 입장을 바꾸기는 했지만 분명 청조의 관리가 되기 전까지는 이전 왕조의 유민으로서의 태도와 의식을 갖고 있었으므로, 적어도 '유민이었던' 인물이라 할 수 있다. 주이준에 대해 '유민이다' 혹은 '유민이 아니다'의 이분법적 구분보다는 시간의 흐름에 따라 변화해 가는 명나라 유민 집단의 분화를 보여주는 인물로 보아야 할 것이다.[10]
2. ↑  명말청초의 문인결사는 313개이며, 이 가운데 200여 개는 강남 지역에 분포해 있었다. 200여 개 가운데 청 순치에서 강희 초까지의 문인결사는 약 70여 개이고 이 중 명나라 유민결사는 약 50여 개이며, 강소에 18개, 절강에 18개, 강서 ⋅ 광동 ⋅ 복건 ⋅ 운남에 14개, 하남 ⋅ 산동에 3개가 있었다. 강소, 절강 지역의 36개는 주로 소주 ⋅ 상주 ⋅ 송강 ⋅ 진강에 분포해 있었다.[12]
3. ↑  《아즈마카가미》는 일본식 문어 한자체로 기록되어 있는 데다 그 내용도 가마쿠라 막부 초기까지만을 다루고 있었다. 때문에 주이준은 《아즈마카가미》의 보완을 위해 조선의 신숙주가 쓴 《해동제국기》(海東諸國記)를 구해 읽기도 하였다.[15]